# Оринокский нефтегазоносный бассейн
Орино́кский нефтегазоно́сный бассе́йн расположен на северо-востоке Южно-Американского континента в пределах Восточной Венесуэлы, южной части острова Тринидад и прилегающей части Атлантического шельфа.
Первая промышленная добыча нефти была начата в бассейне в 1911 году вблизи асфальтового «озера» Гуаноко. Извлекаемые запасы нефти в бассейне оцениваются более чем в 5 млрд т. (по данным, озвученным US Geological Survey 22 января 2010 года, геологические запасы оцениваются в 380—652 млрд баррелей, или 60,4-103,6 млрд м³), газа — свыше 2 трлн м³ (запасы попутного растворённого газа 53-262 трлн кубических футов, или 1,5-7,4 трлн м³).
В нефтегазоносном бассейне известно более 250 нефтяных и 19 газовых месторождений, в том числе 70 нефтяных и более 10 газовых на острове Тринидад.
В венесуэльской части бассейн заключён между Береговой Карибской Кордильерой (хребет Серрания-дель-Интериор) на севере и Гвианским нагорьем на юге. На востоке хребет Серрания-дель-Интериор находит продолжение в Северном хребте на острове Тринидад. Южная граница нефтегазоносного бассейна на значительном протяжении совпадает с долиной нижнего течения реки Ориноко, на правом берегу которой выходят на поверхность кристаллические породы Гвианского щита. На востоке эта граница пересекает долину Ориноко и выходит к берегу океана, где бассейн продолжается на шельфе и ограничивается подножием его.
На западе бассейна расположены крупнейшие в мире месторождения тяжёлой нефти — Хунин и Карабобо.